# 2022-es NBA-draft
A 2022-es NBA-draft az NBA 76. játékosbörzéje, amelyben az Egyesült Államok amatőr egyetemi játékosait választották, nemzetközi játékosokkal kiegészítve. 2022. június 23-án tartották a brooklyni Barclays Centerben és országszerte az ESPN és az ABC közvetítette. Ez az első alkalom 2019 óta, hogy a draft visszatért eredeti, június dátumára, hiszen az előző két eseményt a Covid19-pandémia miatt el kellett halasztani. A megszokott 60 választás helyett ebben az évben csak 58 volt, mivel a Milwaukee Bucks és a Miami Heat második köri választásait elvették, az átigazolási időszakban elkövetett szabályszegések miatt.

## Választások

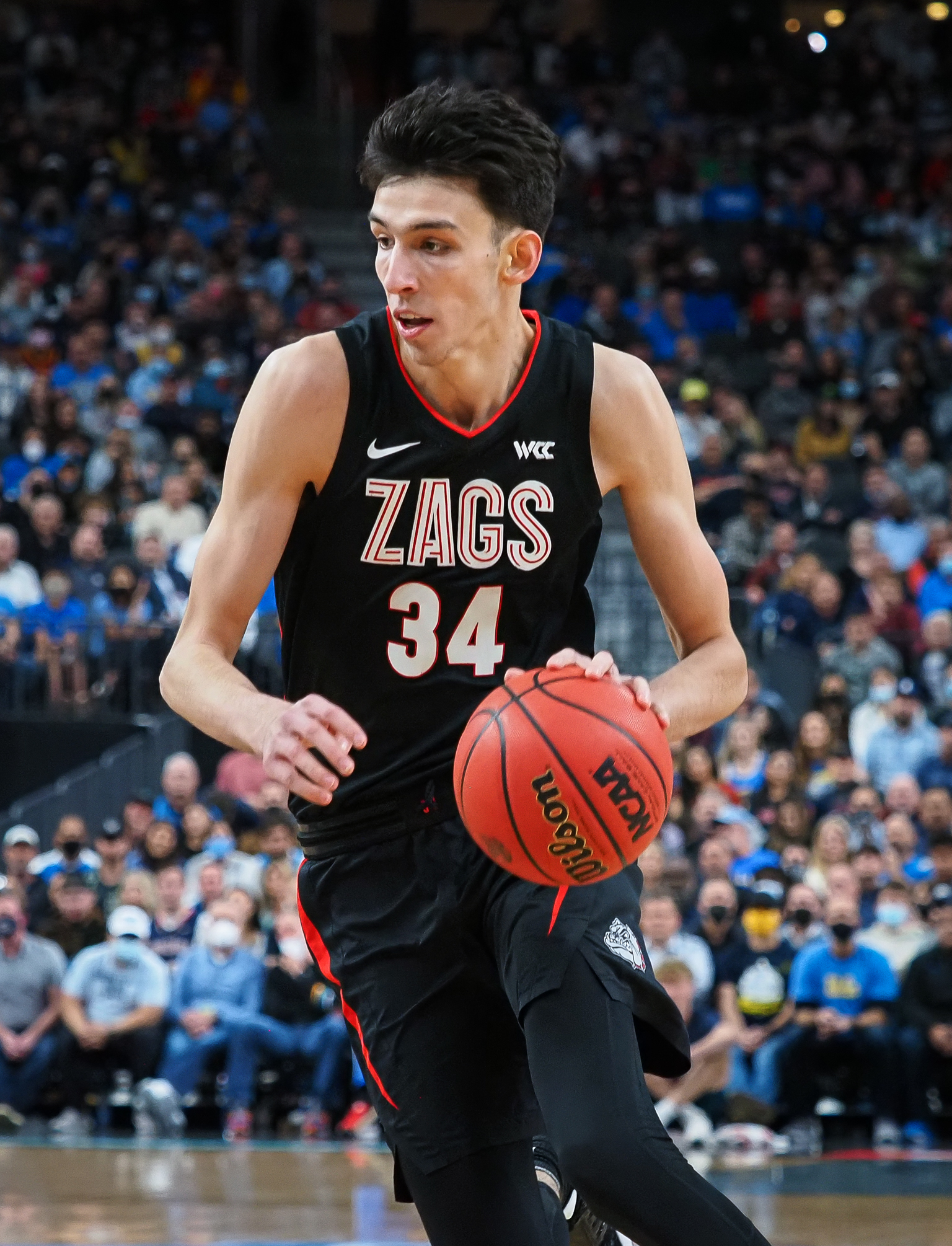
Chet Holmgrent az Oklahoma City Thunder választotta a második helyen.

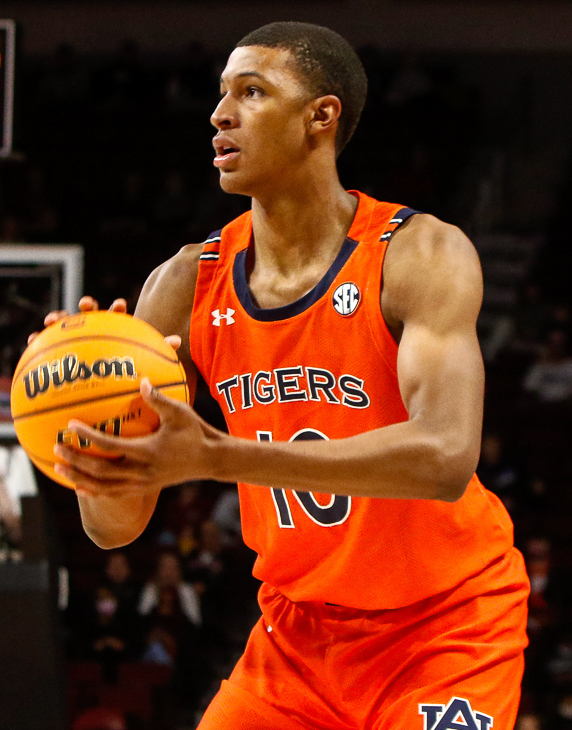
Jabari Smith Jr. a harmadik választott volt, a Houston Rockets játékosa lett

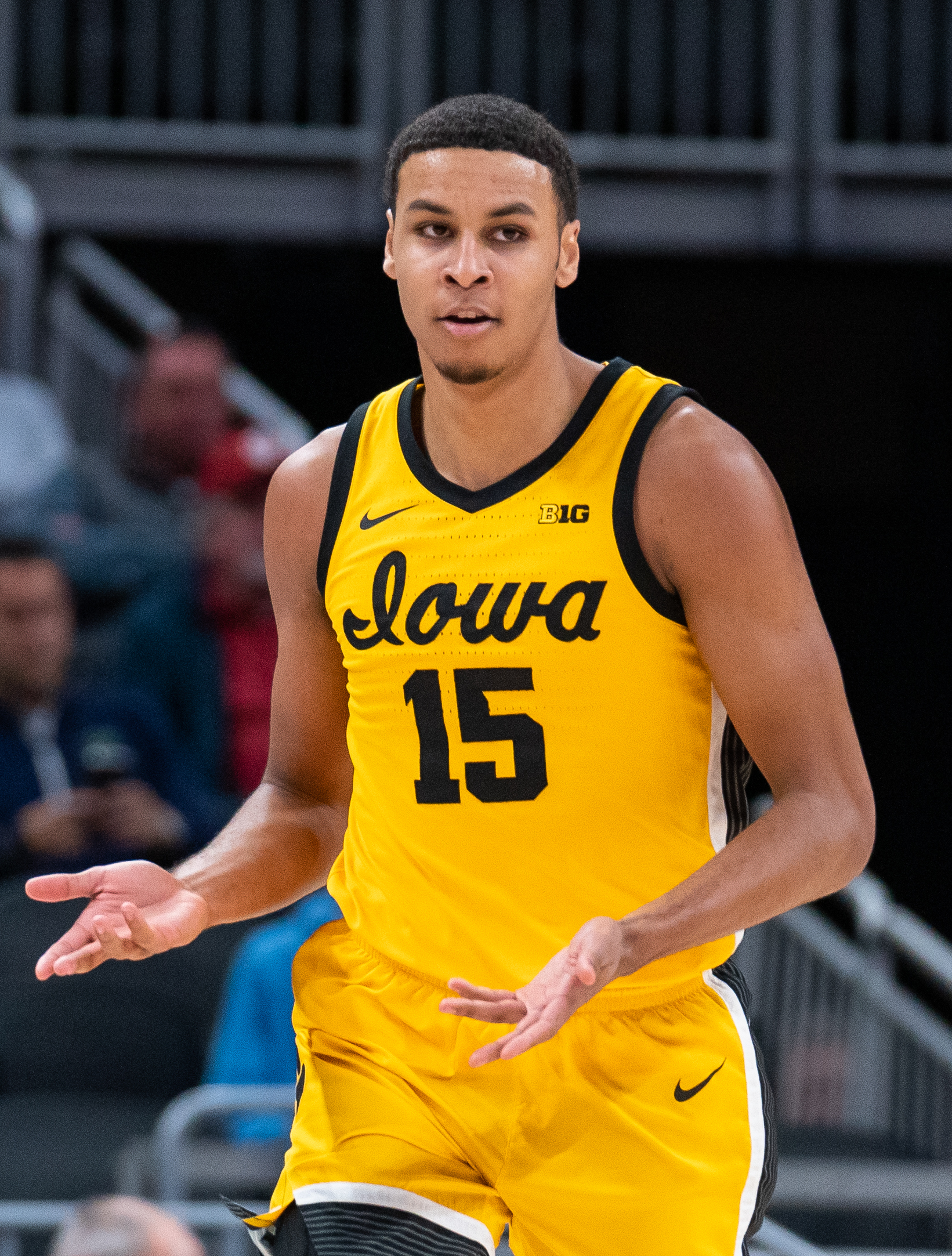
A Sacramento Kings negyedik helyen választotta Keegan Murray-t.

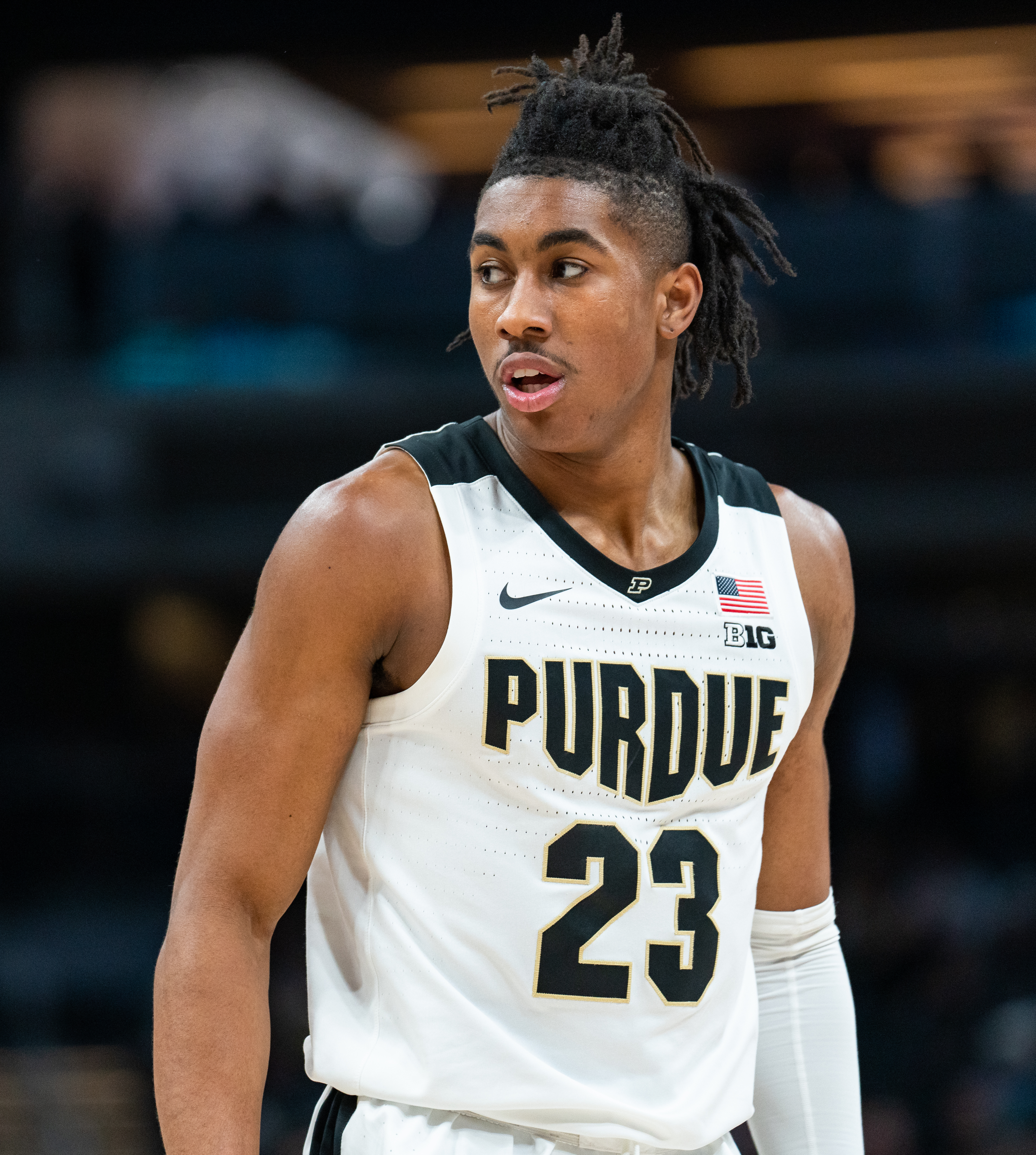
Jaden Ivey-t az ötödik helyen választotta a Detroit Pistons.

| Kör | Választás          | Játékos             | Poz.               | Nemzetiség                       | Csapat                                                                                          |
| --- | ------------------ | ------------------- | ------------------ | -------------------------------- | ----------------------------------------------------------------------------------------------- |
| 1   | 1                  | Paolo Banchero      | PF                 | Olaszország USA                  | Orlando Magic                                                                                   |
| 1   | 2                  | Chet Holmgren       | PF/C               | USA                              | Oklahoma City Thunder                                                                           |
| 1   | 3                  | Jabari Smith Jr.    | PF                 | USA                              | Houston Rockets                                                                                 |
| 1   | 4                  | Keegan Murray       | PF                 | USA                              | Sacramento Kings                                                                                |
| 1   | 5                  | Jaden Ivey          | SG                 | USA                              | Detroit Pistons                                                                                 |
| 1   | 6                  | Bennedict Mathurin  | SG/SF              | Kanada                           | Indiana Pacers                                                                                  |
| 1   | 7                  | Shaedon Sharpe      | SG                 | Kanada                           | Portland Trail Blazers                                                                          |
| 1   | 8                  | Dyson Daniels       | PG/SG              | Ausztrália                       | New Orleans Pelicans (az LA Lakers-ből)                                                         |
| 1   | 9                  | Jeremy Sochan       | PF                 | Lengyelország                    | San Antonio Spurs                                                                               |
| 1   | 10                 | Johnny Davis        | SG                 | USA                              | Washington Wizards                                                                              |
| 1   | 11                 | Ousmane Dieng       | SF                 | Franciaország                    | New York Knicks                                                                                 |
| 1   | 12                 | Jalen Williams      | SG                 | USA                              | Oklahoma City Thunder (az LA Clippers-től)                                                      |
| 1   | 13                 | Jalen Duren         | C                  | USA                              | Charlotte Hornets                                                                               |
| 1   | 14                 | Ochai Agbaji        | SG                 | USA                              | Cleveland Cavaliers                                                                             |
| 1   | 15                 | Mark Williams       | C                  | USA                              | Charlotte Hornets (New Orleans-ből)                                                             |
| 1   | 16                 | AJ Griffin          | SF                 | USA                              | Atlanta Hawks                                                                                   |
| 1   | 17                 | Tari Eason          | PF                 | USA                              | Houston Rockets (Brooklynból)                                                                   |
| 1   | 18                 | Dalen Terry         | SG                 | USA                              | Chicago Bulls                                                                                   |
| 1   | 19                 | Jake LaRavia        | SF                 | USA                              | Minnesota Timberwolves                                                                          |
| 1   | 20                 | Malaki Branham      | SG                 | USA                              | San Antonio Spurs (Torontóból)                                                                  |
| 1   | 21                 | Christian Braun     | SG                 | USA                              | Denver Nuggets                                                                                  |
| 1   | 22                 | Walker Kessler      | C                  | USA                              | Memphis Grizzlies (Utah-ból)                                                                    |
| 1   | 23                 | David Roddy         | SF                 | USA                              | Memphis Grizzlies (Philadelphiából)                                                             |
| 1   | 24                 | MarJon Beauchamp    | SG/SF              | USA                              | Milwaukee Bucks (Milwaukee-ból, Clevelanden és Houstonon keresztül)                             |
| 1   | 25                 | Blake Wesley        | PG/SG              | USA                              | San Antonio Spurs (Bostonból)                                                                   |
| 1   | 26                 | Wendell Moore       | SF                 | USA                              | Dallas Mavericks                                                                                |
| 1   | 27                 | Nikola Jović        | SF                 | Szerbia                          | Miami Heat                                                                                      |
| 1   | 28                 | Patrick Baldwin Jr. | PF                 | USA                              | Golden State Warriors                                                                           |
| 1   | 29                 | TyTy Washington     | PG                 | USA                              | Memphis Grizzlies                                                                               |
| 1   | 30                 | Peyton Watson       | SF                 | USA                              | Oklahoma City Thunder (Phoenix-ből, draftjoga Denverbe küldve)                                  |
| 2   | 31                 | Andrew Nembhard     | PG                 | Kanada                           | Indiana Pacers (Houstonból, Clevelanden keresztül)                                              |
| 2   | 32                 | Caleb Houstan       | SF                 | Kanada                           | Orlando Magic                                                                                   |
| 2   | 33                 | Christian Koloko    | C                  | Kamerun                          | Toronto Raptors (Detroitból, Chicagón, Washingtonon és San Antonión keresztül)                  |
| 2   | 34                 | Jaylin Williams     | PF                 | USA                              | Oklahoma City Thunder                                                                           |
| 2   | 35                 | Max Christie        | SG                 | USA                              | Los Angeles Lakers (Indianából, Milwaukee-n és Orlandón keresztül)                              |
| 2   | 36                 | Gabriele Procida    | SG/SF              | Olaszország                      | Portland Trail Blazers                                                                          |
| 2   | 37                 | Jaden Hardy         | SG                 | USA                              | Sacramento Kings                                                                                |
| 2   | 38                 | Kennedy Chandler    | PG                 | USA                              | San Antonio Spurs (az LA Lakers-től, Washingtonon és Chicagón keresztül)                        |
| 2   | 39                 | Khalifa Diop        | C                  | Szenegál                         | Cleveland Cavaliers (San Antonióból, Utah-n keresztül)                                          |
| 2   | 40                 | Bryce McGowens      | SG                 | USA                              | Minnesota Timberwolves (Washingtonból, Clevelanden keresztül)                                   |
| 2   | 41                 | E. J. Liddell       | PF                 | USA                              | New Orleans Pelicans                                                                            |
| 2   | 42                 | Trevor Keels        | SG                 | USA                              | New York Knicks                                                                                 |
| 2   | 43                 | Moussa Diabaté      | PF                 | Franciaország                    | Los Angeles Clippers                                                                            |
| 2   | 44                 | Ryan Rollins        | SG                 | USA                              | Atlanta Hawks (Golden State-ből)                                                                |
| 2   | 45                 | Josh Minott         | SF                 | Jamaica USA                      | Charlotte Hornets                                                                               |
| 2   | 46                 | Ismaël Kamagate     | C                  | Franciaország                    | Detroit Pistons (Brooklynból)                                                                   |
| 2   | 47                 | Vince Williams Jr.  | SG/SF              | USA                              | Memphis Grizzlies (Clevelandből, Atlantán és New Orleans-en keresztül)                          |
| 2   | 48                 | Kendall Brown       | SF                 | USA                              | Minnesota Timberwolves                                                                          |
| 2   | 49                 | Isaiah Mobley       | PF                 | USA                              | Cleveland Cavaliers (Chicagóból, Detroiton, Memphisen és Sacramentón keresztül)                 |
| 2   | 50                 | Matteo Spagnolo     | SG                 | Olaszország                      | Minnesota Timberwolves (Denverből, Philadelphián keresztül via Philadelphia)                    |
| 2   | 51                 | Tyrese Martin       | SG                 | USA                              | Golden State Warriors (Torontóból, Philadelphián keresztül)                                     |
| 2   | 52                 | Karlo Matković      | C                  | Horvátország Bosznia-Hercegovina | New Orleans Pelicans (Utah-ból)                                                                 |
| 2   | 53                 | JD Davison          | PG                 | USA                              | Boston Celtics                                                                                  |
| 2   | 54                 | Yannick Nzosa       | C                  | Kongói DK                        | Washington Wizards (Dallas-ból)                                                                 |
| 2   | 55                 | Gui Santos          | SF                 | Brazília                         | Golden State Warriors                                                                           |
| 2   | 56                 | Luke Travers        | SG                 | Ausztrália                       | Cleveland Cavaliers (Miamiból, Indianán keresztül)                                              |
| 2   | 57                 | Jabari Walker       | PF                 | USA                              | Portland Trail Blazers (Memphis-ből, Utah-n keresztül)                                          |
| 2   | 58                 | Hugo Besson         | PG                 | Franciaország                    | Indiana Pacers (Phoenix-ből)                                                                    |
| 2   | Feladott választás | Feladott választás  | Feladott választás | Feladott választás               | Milwaukee Bucks (fel kellett adni második köri választásukat)                                   |
| 2   | Feladott választás | Feladott választás  | Feladott választás | Feladott választás               | Miami Heat (Philadelphiából, Denveren keresztül; fel kellett adniuk második köri választásukat) |

## Drafttal kapcsolatos tranzakciók

### Draft előtt
- 2016. július 7.: Utah Jazz – San Antonio Spurs[5]
  - Spurs kapta: Olivier Hanlan kapta
  - Jazz kapta: Boris Diaw, Khalifa Diop, pénzösszeg
- 2017. január 7.: Cleveland Cavaliers – Atlanta Hawks
  - Hawks kapta: Mike Dunleavy Jr., Mo Williams, Vince Williams Jr.,[a] pénzösszeg
  - Cavaliers kapta: Kyle Korver
- 2018. december 7.: Cleveland Cavaliers – Milwaukee Bucks – Washington Wizards[6]
  - Cavaliers kapta: Matthew Dellavedova, John Henson, 2021-es védett első köri választás, 2021-es második köri választás, Bryce McGowens, pénzösszeg
  - Bucks kapta: George Hill, Jason Smith, 2021-es második köri választás, lehetséges draftkiegészítés
  - Wizards kapta: Sam Dekker
- 2018. február 8.: Chicago Bulls – Detroit Pistons[7]
  - Bulls kapta: Willie Reed, Christian Koloko
  - Pistons kapta: Jameer Nelson, Isaiah Mobley
- 2018. február 8.: Memphis Grizzlies – Detroit Pistons[8]
  - Grizzlies kapta: Brice Johnson, Isaiah Mobley
  - Pistons kapta: James Ennis III
- 2018. július 6.: Denver Nuggets – Philadelphia 76ers[8]
  - 76ers kapta: Wilson Chandler, 2021-es második köri választás (Aaron Wiggins), Matteo Spagnolo
  - Nuggets kapta: pénzösszeg
- 2018. november 12.: Minnesota Timberwolves – Philadelphia 76ers[8]
  - Timberwolves kapta: Robert Covington, Dario Šarić, Jerryd Bayless, Matteo Spagnolo
  - Philadelphia 76ers kapta: Jimmy Butler, Justin Patton
- 2019. február 6.: Toronto Raptors – Philadelphia 76ers[8]
  - Raptors kapta: pénzösszeg
  - 76ers kapta: Malachi Richardson, Emir Preldžic draftjoga, Karlo Matković
- 2019. február 7.: Sacramento Kings – Cleveland Cavaliers – Houston Rockets[9]
  - Kings kapta: Alec Burks, 2020-as második köri választás
  - Cavaliers kapta: Marquese Chriss, Brandon Knight, Dylan Windler draftjoga, Andrew Nembhard
  - Rockets kapta: Wade Baldwin IV, Iman Shumpert, Nik Stauskas, Szandro Mamukelasvili draftjoga,
- 2019. július 6.: New Orleans Pelicans – Los Angeles Lakers – Washington Wizards[10]
  - Pelicans kapta: Lonzo Ball, Josh Hart, Brandon Ingram, De’Andre Hunter draftjoga, Dyson Daniels,[b] 2024-es első köri választás, 2023-as első köri választáscsere, pénzösszeg
  - Lakers kapta: Anthony Davies
  - Wizards kapta: Isaac Bonga, Jemerrio Jones, Moritz Wagner, Kennedy Chandler
- 2019. július 6.: Memphis Grizzlies – Utah Jazz[11]
  - Grizzlies kapta: Grayson Allen, Jae Crowder, Kyle Korver, Darius Bazley draftjoga, 2020-as védett első köri választás, Walker Kessler
  - Jazz kapta: Mike Conley Jr.
- 2019. július 6.: Indiana Pacers – Milwaukee Bucks[12]
  - Pacers kapta: Malcolm Brogdon
  - Bucks kapta: 2020-as védett első köri választás, 2021-es védett második köri választás, Max Christie
- 2019. július 6.: New Orleans Pelicans – Atlanta Hawks[13]
  - Pelicans kapta: Jaxson Hayes draftjoga, Nickeil Alexander-Walker draftjoga, Didi Louzada draftjoga, Vince Williams Jr.[c]
  - Hawks kapta: Solomon Hill, De’Andre Hunter draftjoga, Jordan Bone draftjoga, 2023-as védett második köri választás
- 2019. július 6.: Miami Heat – Indiana Pacers – Phoenix Suns[14]
  - Heat kapta: KZ Okpala draftjoga
  - Pacers kapta: T. J. Warren, Luke Travers, 2025-ös és 2026-os második köri választás
  - Suns kapta: pénzösszeg
- 2019. július 10.: Oklahoma City Thunder – Los Angeles Clippers[15]
  - Thunder kapta: Danilo Gallinari, Shai Gilgeous-Alexander, Jalen Williams, 2021-es, 2024-es és 2026-os első köri választás, 2023-as védett első köri választás, 2023-as és 2025-ös első köri választáscsere
  - Clippers kapta: Paul George
- 2019. december 23.: Utah Jazz – Cleveland Cavaliers[16]
  - Jazz kapta: Jordan Clarkson
  - Cavaliers kapta: Dante Exum, Khalifa Diop, 2023-as második köri választás
- 2020. február 6.: Philadelphia 76ers – Golden State Warriors[8]
  - 76ers kapta: Alec Burks, Glenn Robinson III
  - Warriors kapta: 2020-as második köri választás (Nico Mannion), 2021-es második köri választás (Aaron Wiggins), Tyrese Martin
- 2020. november 16.: Phoenix Suns – Oklahoma City Thunder[17]
  - Suns kapta: Chris Paul, Abdel Nader
  - Thunder kapta: Ty Jerome, Jalen Lecque, Kelly Oubre Jr., Ricky Rubio, Peyton Watson
- 2020. november 18.: Cleveland Cavaliers – Milwaukee Bucks[18]
  - Cavaliers kapta: MarJon Beauchamp védettségének eltávolítása, 2025-ös második köri választás
  - Bucks kapta: İlkan Karaman draftjoga
- 2020. november 18.: Orlando Magic – Milwaukee Bucks[19]
  - Bucks kapta: 2020-as második köri választás
  - Magic kapta: Max Christie, 2026-os második köri választás
- 2020. november 18.: Memphis Grizzlies – Sacramento Kings[8]
  - Kings kapta: Robert Woodard II draftjoga, Isaiah Mobley
  - Grizzlies kapta: Xavier Tillman draftjoga
- 2020. november 18.: Utah Jazz – New Orleans Pelicans[8]
  - Jazz kapta: Elijah Hughes draftjoga
  - Pelicans kapta: Karlo Matković
- 2021. január 6.: Brooklyn Nets – Houston Rockets – Cleveland Cavaliers – Indiana Pacers[20]
  - Nets kapta: James Harden
  - Rockets kapta: Dante Exum, Rodions Kurucs, Victor Oladipo, 2021-es, 2023-as, 2025-ös és 2027-es első köri választáscsere, Tari Eason, 2024-es és 2026-os első köri választás
  - Cavaliers kapta: Jarrett Allen, Taurean Prince, Sasha Vezenkov draftjoga
  - Pacers kapta: Caris LeVert, 2023-as és 2024-es második köri választás, pénzösszeg
- 2021. március 19.: Houston Rockets – Milwaukee Bucks[21]
  - Rockets kapta: D. J. Augustin, D. J. Wilson, 2021-es védett első köri választás, 2023-as első köri választás
  - Bucks kapta: Rodions Kurucs, P. J. Tucker, MarJon Beauchamp
- 2021. augusztus 3.: Cleveland Cavaliers – Minnesota Timberwolves[22]
  - Cavaliers kapta: Ricky Rubio
  - Timberwolves kapta: Taurean Prince, Bryce McGowens, pénzösszeg
- 2021. augusztus 6.: Brooklyn Nets – Indiana Pacers – Los Angeles Lakers – San Antonio Spurs – Washington Wizards[23]
  - Nets kapta: 2024-es második köri választás, 2025-ös második köri választáscsere, Nikola Milutinov (2015, 26.) draftjoga
  - Pacers kapta: Isaiah Jackson draftjoga
  - Lakers kapta: Russell Westbrook, 2023-as második köri választás (CHI), 2024-es második köri választás, 2028-as második köri választás (WAS)
  - Spurs kapta: Chandler Hutchinson, Christian Koloko
  - Wizards kapta: Kentavious Caldwell-Pope, Spencer Dinwiddie, Montrezl Harrell, Aaron Holiday, Kyle Kuzma, Isaiah Todd draftjoga, pénzösszeg
- 2021. augusztus 7.: Charlotte Hornets – Memphis Grizzlies – New Orleans Pelicans[24]
  - Hornets kapta: Wes Iwundu, Tyler Harvey draftjoga, Mark Williams, pénzösszeg
  - Grizzlies kapta: Steven Adams, Eric Bledsoe, Ziaire Williams drafjoga, Jared Butler drafjoga[d]
  - Pelicans kapta: Devonte’ Graham, Jonas Valančiūnas, Trey Murphy III draftjoga, Brandon Boston Jr. draftjoga
- 2021. augusztus 7.: Charlotte Hornets – New Orleans Pelicans – Memphis Grizzlies[25]
  - Hornets kapta: Wes Iwundu (New Orleansből), Tyler Harvey draftjoga (2015, 51.), Vince Williams Jr., pénzösszeg
  - Pelicans kapta: Devonte’ Graham, Jonas Valančiūnas, Trey Murphy III draftjoga, Brandon Boston Jr. draftjoga
  - Grizzlies kapta: Steven Adams, Eric Bledsoe, Ziaire Williams draftjoga, Jared Butler draftjoga
- 2021. augusztus 7.: Memphis Grizzlies – Utah Jazz[8]
  - Grizzlies kapta: Santi Aldama draftjoga
  - Jazz kapta: Jared Butler draftjoga, Jabari Walker, 2026-os védett második köri választás
- 2021. augusztus 11.: Chicago Bulls – San Antonio Spurs[26]
  - Bulls kapta: DeMar DeRozan
  - Spurs kapta: Al-Farouq Aminu, Thaddeus Young, Kennedy Chandler, 2025-ös védett első köri választás, 2025-ös második köri választás
- 2021. szeptember 4.: Brooklyn Nets – Detroit Pistons[27]
  - Nets kapta: Sekou Doumbouya, Jahlil Okafor
  - Pistons kapta: DeAndre Jordan, Ismaël Kamagate, 2024-es, 2025-ös és 2027-es második köri választás, pénzösszeg
- 2022. február 7.: Indiana Pacers – Cleveland Cavaliers[28]
  - Pacers kapta: Ricky Rubio, Ochai Agbaji, 2027-es első köri választás
  - Cavaliers kapta: Caris LeVert, Luke Travers
- 2022. február 9.: Utah Jazz – Portland Trail Blazers – San Antonio Spurs[8]
  - Jazz kapta: Nickeil Alexander-Walker, Juancho Hernangómez
  - Spurs kapta: Tomáš Satoranský, 2027-es második köri választás
  - Trail Blazers kapta: Elijah Hughes, Joe Ingles, Jabari Walker
- 2022. február 10.: San Antonio Spurs – Toronto Raptors[29]
  - Spurs kapta: Goran Dragić, Malaki Branham
  - Raptors kapta: Drew Eubanks, Thaddeus Young, Christian Koloko
- 2022. február 10.: San Antonio Spurs – Boston Celtics[30]
  - Spurs kapta: Romeo Langford, Josh Richardson, Blake Wesley, 2028-as első köri védett választáscsere
  - Celtics kapta: Derrick White
- 2022. február 10.: Dallas Mavericks – Washington Wizards[8]
  - Mavericks kapta: Spencer Dinwiddie, Davis Bertans
  - Wizards kapta: Kristaps Porziņģis, Yannick Nzosa
- 2022. február 10.: Phoenix Suns – Utah Jazz[8]
  - Suns kapta: Torrey Craig, pénzösszeg
  - Jazz kapta: Jalen Smith, Hugo Besson
- 2022. június 16.: Houston Rockets – Dallas Mavericks[31]
  - Rockets kapta: Wendell Moore, Boban Marjanović, Trey Burke, Marquese Chriss, Sterling Brown
  - Mavericks kapta: Christian Wood

### Draft napján és után
- 2022. június 23.: Los Angeles Lakers – Orlando Magic[32]
  - Lakers kapta: Max Christie
  - Magic kapta: 2028-as második köri választás,[e] pénzösszeg
- 2022. június 23.: Cleveland Cavaliers – Sacramento Kings[33]
  - Cavaliers kapta: Isaiah Mobley
  - Kings kapta: Aleksandar Vezenkov draftjoga (2017, 57.), pénzösszeg
- 2022. június 23.: New York Knicks – Oklahoma City Thunder[34]
  - Knicks kapta: három 2023-as védett első köri választás
  - Thunder kapta: Ousmane Dieng
- 2022. június 23.: Minnesota Timberwolves – Memphis Grizzlies[35]
  - Grizzlies kapta: Jake LaRavia és egy jövőbeli második köri választás
  - Timberwolves kapta: Walker Kessler és TyTy Washington
- 2022. június 23.: Philadelphia 76ers – Memphis Grizzlies[36]
  - 76ers kapta: De’Anthony Melton
  - Grizzlies kapta: Danny Green, David Roddy
- 2022. június 23.: Dallas Mavericks – Houston Rockets[37]
  - Mavericks kapta: Christian Wood
  - Rockets kapta: Wendell Moore Jr., Boban Marjanović, Trey Burke, Marquese Chriss és Sterling Brown
- 2022. június 23.: Denver Nuggets – Oklahoma City Thunder[38]
  - Nuggets kapta: Peyton Watson és két jövőbeli második köri választás
  - Thunder kapta: JaMychal Green, 2027-es első köri védett választás
- 2022. június 23.: San Antonio Spurs – Memphis Grizzlies[39]
  - Spurs kapta: 2024-es második köri választás
  - Grizzlies kapta: Kennedy Chandler
- 2022. június 23.: Charlotte Hornets – Minnesota Timberwolves[40]
  - Hornets kapta: Bryce McGowens
  - Timberwolves kapta: Josh Minott, 2023-as második köri választás
- 2022. június 23.: Atlanta Hawks – Golden State Warriors[41]
  - Hawks kapta: Tyrese Martin és pénzösszeg
  - Warriors kapta: Ryan Rollins
- 2022. június 23.: Houston Rockets – Minnesota Timberwolves[42]
  - Rockets kapta: TyTy Washington, 2025-ös és 2027-es második köri választás
  - Timberwolves kapta: Wendell Moore Jr.
- 2022. június 23.: Dallas Mavericks – Sacramento Kings[43]
  - Kings kapta: 2024-es és 2026-os második köri választás
  - Mavericks kapta: Jaden Hardy
- 2022. június 23.: Indiana Pacers – Minnesota Timberwolves[44]
  - Pacers kapta: Kendall Brown
  - Timberwolves kapta: 2026-os második köri választás, pénzösszeg
- 2022. június 24.: Detroit Pistons – Portland Trail Blazers[45]
  - Pistons kapta: 2025-ös első köri választás, Gabriele Procida
  - Trail Blazers kapta: Jerami Grant, Ismaël Kamagate

## Draft előtti felmérő
A nyolcadik G-League elite tábort május 16. és 17. között tartották, ahol kiválasztották a résztvevőket a felmérőre. A 44 résztvevőből hét játékost választottak ki: Jared Rhoden, Tyrese Martin, Kenneth Lofton Jr., Bryson Williams, Darius Days, Jalen Wilson és Marcus Sasser.
A draft előtti felmérést május 16 és 22. között tartották, Chicagóban.

## Draftlottó
A draft lottót május 17-én tartották, Chicagóban.
|  | A tényleges lottóeredmény |

| Csapat                                 | 2021–22 | Esélyek | Helyezés valószínűsége | Helyezés valószínűsége | Helyezés valószínűsége | Helyezés valószínűsége | Helyezés valószínűsége | Helyezés valószínűsége | Helyezés valószínűsége | Helyezés valószínűsége | Helyezés valószínűsége | Helyezés valószínűsége | Helyezés valószínűsége | Helyezés valószínűsége | Helyezés valószínűsége | Helyezés valószínűsége |
| Csapat                                 | 2021–22 | Esélyek | 1.                     | 2.                     | 3.                     | 4.                     | 5.                     | 6.                     | 7.                     | 8.                     | 9.                     | 10.                    | 11.                    | 12.                    | 13.                    | 14.                    |
| -------------------------------------- | ------- | ------- | ---------------------- | ---------------------- | ---------------------- | ---------------------- | ---------------------- | ---------------------- | ---------------------- | ---------------------- | ---------------------- | ---------------------- | ---------------------- | ---------------------- | ---------------------- | ---------------------- |
| Houston Rockets                        | 20–62   | 140     | 14,0%                  | 13,4%                  | 12,7%                  | 11,9%                  | 47,9%                  | -                      | -                      | -                      | -                      | -                      | -                      | -                      | -                      | -                      |
| Orlando Magic                          | 22–60   | 140     | 14,0%                  | 13,4%                  | 12,7%                  | 11,9%                  | 27,8%                  | 20,0%                  | -                      | -                      | -                      | -                      | -                      | -                      | -                      | -                      |
| Detroit Pistons                        | 23–59   | 140     | 14,0%                  | 13,4%                  | 12,7%                  | 12,0%                  | 14,8%                  | 26,0%                  | 7,0%                   | -                      | -                      | -                      | -                      | -                      | -                      | -                      |
| Oklahoma City Thunder                  | 24–58   | 125     | 12,5%                  | 12,2%                  | 11,9%                  | 11,5%                  | 7,2%                   | 25,7%                  | 16,7%                  | 2,2%                   | -                      | -                      | -                      | -                      | -                      | -                      |
| Indiana Pacers                         | 25–57   | 105     | 10,5%                  | 10,5%                  | 10,6%                  | 10,5%                  | 2,2%                   | 19,6%                  | 26,7%                  | 8,7%                   | 0,6%                   | -                      | -                      | -                      | -                      | -                      |
| Portland Trail Blazers                 | 27–55   | 90      | 9,0%                   | 9,2%                   | 9,4%                   | 9,6%                   | -                      | 8,6%                   | 29,8%                  | 20,6%                  | 3,7%                   | 0,1%                   | -                      | -                      | -                      | -                      |
| Sacramento Kings                       | 30–52   | 75      | 7,5%                   | 7,8%                   | 8,1%                   | 8,5%                   | -                      | -                      | 19,7%                  | 34,1%                  | 12,9%                  | 1,3%                   | <0,1%                  | -                      | -                      | -                      |
| Los Angeles Lakers (New Orleans-be)    | 33–49   | 60      | 6,0%                   | 6,3%                   | 6,7%                   | 7,2%                   | -                      | -                      | -                      | 34,5%                  | 32,1%                  | 6,7%                   | 0,4%                   | <0,1%                  | -                      | -                      |
| San Antonio Spurs                      | 34–48   | 45      | 4,5%                   | 4,8%                   | 5,2%                   | 5,7%                   | -                      | -                      | -                      | -                      | 50,7%                  | 26,9%                  | 3,0%                   | 0,1%                   | <0,1%                  | -                      |
| Washington Wizards                     | 35–47   | 30      | 3,0%                   | 3,3%                   | 3,6%                   | 4,0%                   | -                      | -                      | -                      | -                      | -                      | 65,9%                  | 19,0%                  | 1,2%                   | <0,1%                  | <0,1%                  |
| New York Knicks                        | 37–45   | 20      | 2,0%                   | 2,2%                   | 2,4%                   | 2,8%                   | -                      | -                      | -                      | -                      | -                      | -                      | 77,6%                  | 12,6%                  | 0,4%                   | <0,1%                  |
| Los Angeles Clippers (Oklahoma Citybe) | 42–40   | 15      | 1,5%                   | 1,7%                   | 1,9%                   | 2,1%                   | -                      | -                      | -                      | -                      | -                      | -                      | -                      | 86,1%                  | 6,7%                   | 0,1%                   |
| Charlotte Hornets                      | 43–39   | 10      | 1,0%                   | 1,1%                   | 1,2%                   | 1,4%                   | -                      | -                      | -                      | -                      | -                      | -                      | -                      | -                      | 92,9%                  | 2,3%                   |
| Cleveland Cavaliers                    | 44–38   | 5       | 0,5%                   | 0,6%                   | 0,6%                   | 0,7%                   | -                      | -                      | -                      | -                      | -                      | -                      | -                      | -                      | -                      | 97,6%                  |

## Választható játékosok
A draftot a 2017-es CBA alapján folytatják, kisebb változtatásokkal a Covid19-pandémia miatt. A 2011-es CBA nem változtatott semmit a folyamaton, de felszólította a tulajdonosokat, hogy beszéljenek lehetséges változtatásokról a játékosokkal.
- Minden választott játékosnak legalább 19 évesnek kell lennie a draft évében. Bárki, aki szerepel a 2021-es drafton, 2003. december 31. előtt kellett születnie.
  - Ez lehetett volna az utolsó év, amelyben középiskolás játékosok nem vehettek volna részt a drafton, mert mindkét szövetség 18 éves korra akarta csökkenteni a szükséges életkort.[48]
- A 2016-os draft óta a következő szabályok vannak életben az NCAA Division I-tanács szerint:[49]
  - Jelentkezés a draftra már nem jelenti azt, hogy a játékos automatikusan elveszti egyetemi éveit. Amíg a játékos nem ír alá profi szerződést az NBA-n kívül, vagy szerződtet egy ügynököt, addig, ha visszalép időben a drafttól, megtartja egyetemi játékjogát.
  - A draft felmérő előtt 10 napig visszaléphetnek az NCAA játékosai.
  - NCAA-játékosok részt vehetnek a draft felmérőn és részt vehetnek évente egy próbán egy NBA-csapattal, anélkül, hogy elvesztenék egyetemi játékjogaikat.
  - NCAA-játékosok már jelentkezhetnek és visszaléphetnek a drafttól kétszer, anélkül, hogy elvesztenék játékjogukat. Korábban a második jelentkezés végleges játékjogvesztést jelentett az NCAA-ben.

### Korai jelentkezők
Azon játékosok, akik nem automatikusan választhatók, be kell jelenteniük, hogy részt fognak venni a drafton, legalább 60 nappal az esemény előtt. A 2022-es drafton ez a dátum április 24. A CBA szerint egy játékos visszaléphet bármikor 10 nappal a draft előtt, 17:00-ig (EDT; 21:00 UTC). Az NCAA jelenlegi szabályai szerint a játékosok a draft felmérő utáni 10 napban bármikor visszaléphetnek, hogy visszakapják egyetemi játékjogukat. Ennek ellenére 2022-ben ez 22 nap volt, június 1-ig vissza lehet lépni.
Azon játékosok, akiknek vannak ügynökeik, megtartják egyetemi játékjogukat, attól függetlenül, hogy draftolják-e őket. Játékosok, akik bejelentették, hogy részt vesznek és nem választják őket, visszatérhetnek iskolába egy évre, miután szerződést bontanak ügynökükkel.

#### Egyetemi első–, másod–, és harmadévesek
| - Patrick Baldwin Jr. – F, Milwaukee (elsőéves) - / Paolo Banchero – F, Duke (elsőéves) - Malaki Branham – G/F, Ohio State (elsőéves) - Christian Braun – G, Kansas (harmadéves) - Kendall Brown – G/F, Baylor (elsőéves) - John Butler – F, Florida State (elsőéves) - Julian Champagnie – G/F, St. John’s (harmadéves) - Kennedy Chandler – G, Tennessee (elsőéves) - Max Christie – G, Michigan State (elsőéves) - Kofi Cockburn – C, Illinois (harmadéves) - Johnny Davis – G/F, Wisconsin (másodéves) - JD Davison – G, Alabama (elsőéves) - Moussa Diabaté – F, Michigan (elsőéves) - Jalen Duren – C, Memphis (elsőéves) - Tari Eason – F, LSU (másodéves) - Tyson Etienne – G, Wichita State (harmadéves) - A. J. Green – G, Northern Iowa (vörösmezes harmadéves) - Adrian Griffin Jr. – F, Duke (elsőéves) - Jordan Hall – G/F, Saint Joseph’s (másodéves) - Chet Holmgren – C/F, Gonzaga (elsőéves) - Caleb Houstan – G/F, Michigan (elsőéves) - Jaden Ivey – G, Purdue (másodéves) - Jaden Jones – G/F, Rutgers (vörösmezes elsőéves) - Johnny Juzang – G, UCLA (harmadéves) - Trevor Keels – G, Duke (elsőéves) - Walker Kessler – C, Auburn (másodéves) - Christian Koloko – C, Arizona (harmadéves) - Jake LaRavia – F, Wake Forest (harmadéves) - Hyunjung Lee – G/F, Davidson (harmadéves) - Justin Lewis – F, Marquette (másodéves) - E. J. Liddell – F, Ohio State (harmadéves) | - Kenneth Lofton Jr. – F, Louisiana Tech (másodéves) - Bennedict Mathurin – G, Arizona (másodéves) - Bryce McGowens – G, Nebraska (elsőéves) - / Josh Minott – F, Memphis (elsőéves) - Isaiah Mobley – F, USC (harmadéves) - Aminu Mohammed – G, Georgetown (elsőéves) - Iverson Molinar – G, Mississippi State (harmadéves) - Wendell Moore – F, Duke (harmadéves) - Keegan Murray – F, Iowa (másodéves) - Shareef O’Neal – F, LSU (harmadéves) - Scotty Pippen Jr. – G, Vanderbilt (harmadéves) - / Lester Quiñones – G, Memphis (harmadéves) - Orlando Robinson – F, Fresno State (harmadéves) - David Roddy – F, Colorado State (harmadéves) - Ryan Rollins – G, Toledo (másodéves) - Dereon Seabron – G, NC State (vörösmezes másodéves) - Jaden Shackelford – G, Alabama (harmadéves) - Shaedon Sharpe – G, Kentucky (elsőéves) - Jabari Smith Jr. – F, Auburn (elsőéves) - / Jeremy Sochan – F, Baylor (elsőéves) - AJ Taylor – F, Grambling State (vörösmezes harmadéves) - Dalen Terry – G, Arizona (másodéves) - Jabari Walker – F, Colorado (másodéves) - TyTy Washington – G, Kentucky (elsőéves) - Peyton Watson – G/F, UCLA (elsőéves) - Blake Wesley – G, Notre Dame (elsőéves) - Donovan Williams – G/F, UNLV (harmadéves) - Jalen Williams – G, Santa Clara (harmadéves) - / Jaylin Williams – F, Arkansas (másodéves) - Mark Williams – C, Duke (másodéves) |

#### Végzős játékosok
| - Jalen Adaway – G, St. Bonaventure (vörösmezes) - Ochai Agbaji – G, Kansas - James Akinjo – G, Baylor - Teddy Allen – G/F, New Mexico State (vörösmezes) - Keve Aluma – F, Virginia Tech (vörösmezes) - Eric Ayala – G, Maryland - Marcus Azor – G, UMass Dartmouth - David Azore – G, UT Arlington (elvégezte) - Evan Battey – F, Colorado (vörösmezes) - Justin Bean – F, Utah State (vörösmezes) - Jules Bernard – G, UCLA - Jamal Bieniemy – G, UTEP - Marcus Bingham Jr. – F, Michigan State - Buddy Boeheim – G, Syracuse - Luka Brajkovic – F, Davidson - Izaiah Brockington – G, Iowa State (vörösmezes) - Gabe Brown – F, Michigan State - Tevin Brown – G, Murray State (vörösmezes) - Maurice Calloo – F, Oregon State - R. J. Cole – G, UConn (elvégezte) - Vince Cole – G/F, Coastal Carolina - George Conditt IV – F, Iowa State - Darius Days – F, LSU - Adrian Delph – G, Appalachian State - Michael Devoe – G, Georgia Tech - Anthony Duruji – F, Florida (vörösmezes) - Kyler Edwards – G, Houston - Keon Ellis – G, Alabama - Javon Freeman-Liberty – G, DePaul - Both Gach – G, Utah - Bryce Hamilton – G, UNLV - Ron Harper Jr. – G/F, Rutgers - DJ Harvey – G/F, Detroit Mercy (elvégezte) - Jericole Hellems – F, NC State - Cedric Henderson Jr. – G/F, Campbell - Trevor Hudgins – G, Northwest Missouri State (vörösmezes) - Bodie Hume – G, Northern Colorado | - Austin Hutcherson – G, Illinois (elvégezte) - Drake Jeffries – G, Wyoming (vörösmezes) - Andrew Jones – G, Texas - DeVante' Jones – G, Michigan (elvégezte) - Noah Kirkwood – G, Harvard - Peter Kiss – G, Bryant (elvégezte) - Tyrese Martin – G/F, UConn - David McCormack – F, Kansas - Trey McGowens – G, Nebraska - Justin Minaya – F, Providence (elvégezte) - Isaiah Mucius – F, Wake Forest - Grayson Murphy – G, Belmont (elvégezte) - Nick Muszynski – C, Belmont (elvégezte) - Andrew Nembhard – G, Gonzaga - JD Notae – G, Arkansas (vörösmezes) - Ike Obiagu – C, Seton Hall (elvégezte) - Edward Oliver-Hampton – F, South Carolina State (elvégezte) - Malik Osborne – F, Florida State (elvégezte) - Anthony Polite – G/F, Florida State (elvégezte) - M. J. Randolph – G, Florida A&M - A. J. Reeves – G, Providence - Jared Rhoden – G/F, Seton Hall - Ronaldo Segu – G, Buffalo - Jaylen Sims – G, UNC Wilmington - Amadou Sow – F, UC Santa Barbara - Seth Stanley – F, Hendrix - Gabe Stefanini – G, San Francisco - / Sasha Stefanovic – G, Purdue (vörösmezes) - Au’Diese Toney – G, Arkansas - Ryan Turell – F, Yeshiva - Dallas Walton – F/C, Wake Forest (elvégezte) - Collin Welp – F, UC Irvine (vörösmezes) - Aaron Wheeler – F, St. John’s (elvégezte) - Khristien White – G, Southwestern Christian - Jeenathan Williams – G/F, Buffalo - Trevion Williams – F/C, Purdue - Vince Williams Jr. – G/F, VCU |

#### Nemzetközi játékosok
| - Ibou Badji – C, Força Lleida (Spanyolország) - Hugo Besson – G, New Zealand Breakers (Australia) - Ousmane Dieng – F, New Zealand Breakers (Australia) - Khalifa Diop – C, Herbalife Gran Canaria (Spanyolország) - / Nikola Jović – F, Mega Mozzart (Szerbia) - Ismaël Kamagate – C, Paris Basketball (Franciaország) - / Karlo Matković – C, Mega Mozzart (Szerbia) | - Yannick Nzosa – C, Unicaja (Spanyolország) - Gabriele Procida – G, Fortitudo Bologna (Olaszország) - Žiga Samar – G, Urbas Fuenlabrada (Spanyolország) - Gui Santos – F, Minas (Brazília) - Pavel Savkov – F, Saski Baskonia (Spanyolország) - Matteo Spagnolo – G, Vanoli Cremona (Olaszország) - Luke Travers – G/F, Perth Wildcats (Ausztrália) |

### Automatikusan választható játékosok
Játékosok, akik nem megfelelőek a nemzetközi játékos kategóriában, automatikusan választhatók, ha a következő feltétel egyikét teljesítik:
- már nem játszhatnak egyetemen.
- ha középiskolai tanulmányaikat az Egyesült Államokban végezték, de nem jártak egyetemre az országban és a középiskolai osztályuk négy éve végzett.
- aláírtak egy profi szerződést egy kosárlabdacsapattal, amely nem az NBA-ben játszik és pályára is léptek a szerződés értelmében.

Az NCAA a Covid19-pandémia miatt adott egy extra évet minden végzősének, így a végzősöknek is be kellett jelentenie, hogy részt vesznek az NBA-drafton.
Azon játékosok, akik nemzetközi játékos kategóriába tartoznak, automatikusan választhatók, ha a következő feltétel egyikét teljesítik:
- legalább 22 évesek a draft évében. A 2021-es draft értelmében ez minden játékos, aki 1999. december 31-én vagy előtt született.
- aláírtak egy profi szerződést egy kosárlabdacsapattal, amely nem az NBA-ben, de az Egyesült Államokban játszik és pályára is léptek a szerződés értelmében.

| Játékos       | Csapat                    | Jegyzetek                                                                           | For.   |
| ------------- | ------------------------- | ----------------------------------------------------------------------------------- | ------ |
| / Makur Maker | Sydney Kings (Ausztrália) | 2021-ben hagyta el a Howardot, a 2021–2022-es szezon kezdete óta profi kosárlabdázó | [ 51 ] |